# Bijasowice
Bijasowice – część Bierunia.
W latach 1945–1954 w gminie Bieruń Nowy. W latach 1954–1972 w gromadzie Bieruń Nowy. W latach 1973–1975 w gminie Bieruń Stary (obejmującej 4 sołectwa: Bijasowice, Czarnuchowice, Nowy Bieruń i Ściernie). Od 27 maja 1975 do 1 kwietnia 1991 część Tychów. Od 2 kwietnia 1991 część usamodzielnionego Bierunia.